# Andrij Wosnjak
Andrij Wosnjak (ukrainisch Андрій Возняк, auch englisch Andriy Vozniak; * 22. Juni 1989 in Wanschuliw, Oblast Ternopil, Ukrainische SSR, UdSSR) ist ein ukrainischer Biathlet.
Andrij Wosnjak gab sein internationales Debüt im Rahmen der Biathlon-Juniorenweltmeisterschaften 2007 in Martell. Dort wurde er Elfter im Einzel, 51. im Sprint, 56. der Verfolgung und Staffel-Fünfter. Im Jahr darauf kam er in Ruhpolding auf die Ränge 76 im Einzel, 21 im Sprint, 13 in der Verfolgung und 10 mit der Staffel. Bei den Europameisterschaften der Junioren des Jahres in Nové Město na Moravě gewann er mit Staffel-Bronze an der Seite von Witalij Koschuschko, Artem Pryma und Witalij Kiltschyzkyj seine erste internationale Medaille. 2009 verpasste er einen weiteren Medaillengewinn zweimal knapp. Zunächst bei den Juniorenweltmeisterschaften in Canmore, wo Wosnjak 52. des Einzels, 22. des Sprints, 35. der Verfolgung und Vierter mit der Staffel wurde, im weiteren Verlauf des Jahres ebenso bei den Sommerbiathlon-Weltmeisterschaften 2009 in Oberhof, als er bei den Crosslauf-Wettkämpfen Fünfter im Sprint und Vierter der Verfolgung, auf Rollski 20. des Sprints und Achter der Verfolgung wurde. Auch die Biathlon-Juniorenweltmeisterschaften 2010 in Torsby brachten keine weitere Medaillen, mit den Plätzen 13 im Einzel und Sprint, 18 in der Verfolgung und acht mit der Staffel konnte sich der Ukrainer dennoch gut platzieren. Der internationale Durchbruch kam schließlich bei den Junioren-Europameisterschaften 2010 in Otepää. Wosnjak verpasste zunächst als Viertplatzierter des Sprints erneut knapp eine Medaille, lief danach im Verfolgungsrennen aber bis auf den ersten Platz vor und gewann seinen ersten Titel. Im Einzel verpasste er eine zweite Goldmedaille nur knapp gegen Andrei Turgenjow. Mit der Mixed-Staffel wurde er Siebter. Die Sommerbiathlon-Weltmeisterschaften 2010 in Duszniki-Zdrój waren die letzten Titelkämpfe bei den Junioren. Wosnjak wurde Siebter im Sprint, Achter der Verfolgung und gewann mit der Staffel hinter der übermächtigen russischen Vertretung die Silbermedaille.
Zum Auftakt der Saison 2010/11 debütierte Wosnjak in Beitostølen bei den Männern im IBU-Cup und wurde in seinen beiden ersten Sprintrennen 76. und 72. In Ridnaun folgte im weiteren Saisonverlauf bei den Biathlon-Europameisterschaften 2011 die erste Teilnahme an einem Großereignis im Leistungsbereich. Im Einzel wurde der Ukrainer zeitgleich mit Vid Vončina 36., im Sprint 54. sowie im Verfolgungsrennen 34. Im weiteren Verlauf des Jahres nahm Wosnjak an den Sommerbiathlon-Europameisterschaften 2011 in Martell teil. Hier wurde er im Sprint als Fünfter bester nichtrussischer Teilnehmer. Im Verfolgungsrennen verbesserte er sich um zwei Ränge und gewann hinter Sergei Balandin und Alexander Katschanowski die Bronzemedaille. In der Mixed-Staffel gewann er an der Seite von Switlana Krikontschuk, Ljudmyla Pyssarenko und Andrij Bohaj als Schlussläufer hinter der russischen Staffel die Silbermedaille.